# 北海道ボランティアコーディネーター協会
特定非営利活動法人北海道ボランティアコーディネーター協会（ほっかいどうボランティアコーディネーターきょうかい）は、特定非営利活動法人（NPO法人）の一つ。ボランティアコーディネーターを支援するためのNPO。道内の社会福祉協議会をはじめとする全道の各種機関で活動する「ボランティアコーディネーター」自身の資質向上と地位の確立を目標に、1999年1月31日に設立された。

## 所在地
北海道勇払郡むかわ町駒場105番地 特別養護老人ホーム胆振東部鵡川慶寿苑内